# Ivor Novello-díj
Az Ivor Novello-díj egy angol zenei díj, melyet a BASCA ítél oda egy-egy dalszerzőnek és komponistának. Az átadót évente rendezik Londonban. A nevét Ivor Novello walesi zeneszerzőről kapta. Az első díjátadás 1955-ben volt.
Világszerte elismert díj, mely kizárólag zenei írókat jutalmaz. A díj egy bronzszobor, mely Euterpét, a lírai költészet és a zene múzsáját ábrázolja.